# Montverdun
Montverdun é uma comuna francesa na região administrativa de Auvérnia-Ródano-Alpes, no departamento de Loire. Estende-se por uma área de 16,52 km². Em 2010 a comuna tinha 1 417 habitantes (densidade: 85,8 hab./km²).